# 루크 쇼
루크 폴 호어 쇼(Luke Paul Hoare Shaw, 1995년 7월 12일 ~ )는 잉글랜드의 축구 선수이다. 현재는 잉글랜드 프리미어리그의 맨체스터 유나이티드에서 뛰고 있으며, 포지션은 레프트 백이다.

## 유소년
7세 때 사우스햄튼 유스팀에 입단하여 16세 때 프로로 데뷔하였다.

## 클럽 경력
맨체스터 유나이티드는 사우스햄튼으로부터 옵션을 포함한 2,800만 파운드에 루크 쇼를 영입했으며, 이 금액은 웨인 루니 다음으로 높은 10대 이적료이다. 웨인 루니는 2004년 8월, 옵션을 포함한 2,985만 파운드의 이적료를 기록하며 맨유에 입단했다.
맨유 입단 이후 부상으로 인하여 데뷔전을 치르지 못하였고, 9월 27일에 열린 웨스트 햄과의 홈 경기에서 데뷔전을 치렀다.
2015년 9월 16일 PSV 에인트호번과의 챔피언스리그 경기에서 정강이 골절 부상을 당하여 시즌아웃을 당했다.
그 후, 부상과 부진으로 인하여 맨유와 이별을 맞이하게 되는 위기가 왔으나, 2017년 12월 6일 오전 4시 45분(이하 한국시각) 영국 맨체스터의 올드 트래퍼드에서 열린 UEFA 챔피언스리그 조별리그 A조 6차전 CSKA 모스크바와의 경기에서 시즌 첫 풀타임을 소화하여 맹활약을 펼쳤고, 모스크바 전에서 MOM으로 선정되었다.
18-19 시즌을 앞두고, 계속된 부상과 부진에 이적설이 나돌던 쇼는 프리시즌 동안 바이에른 뮌헨과 경기 때 "23세 쇼가 은퇴를 앞둔 35세 아르연 로번에게 밀렸다"는 혹평을 받았으나, 2018년 8월 11일(한국시간 새벽)에 있었던 레스터 시티와의 리그 개막전 경기에서 후반 38분에 두 번째 골을 기록하여 팀의 2-1 승리를 이끌어냈다. 경기 후, 영국 후스코어드닷컴으로부터 평점 7.9점을 받았다. 그 이후, 루크 쇼는 2018년 9월 4일(한국시간)에 맨유 8월의 선수로 선정되었으며, 2018년 10월 19일(한국시간)에 주급 15만 파운드(약, 2억 2,318원)에 5년 장기 재계약에 성공함으로써 2023년까지 맨유에 잔류하게 되었다.
2023년 4월 4일, 쇼는 맨체스터 유나이티드와 2027년 6월 30일에 만료되는 4년 재계약을 체결했다. 쇼는 재계약을 체결하며 9년 전 놀라운 클럽과 계약을 맺었으며 맨체스터 유나이티드 생활을 연장하게 되어 흥분된다고 소감을 밝혔다.

## 국가대표팀 경력

### 청소년 대표팀
쇼의 첫 축구 국가대표팀 경험은 2011년 잉글랜드 U-16 대표팀에서 6경기에 출전했을 때였다. 그는 2월 슬로베니아와의 경기에서 데뷔전을 치른 후 4월에 몽테귀 토너먼트에 출전하였고, 대회에서 우루과이를 상대로 국가대표팀 첫 골을 기록하였다. 그는 이후 8월 이탈리아와의 경기에서 U-17 국가대표로 데뷔했고, 7개월 동안 국가대표팀 일원으로 8경기에 출전하였다.
2013년 1월, 쇼는 다음 달 스웨덴과의 친선 경기를 위해 잉글랜드 U-21 대표팀에 처음으로 소집되었고, 당시 팀의 감독이었던 스튜어트 피어스는 루크 쇼를 "뛰어난 재능"이라고 불렀다. 그러나 그는 훈련 중 부상으로 인해 경기에 나설 수 없었다. 그는 이후 3월 21일 루마니아전, 3월 25일 오스트리아전, 8월 13일 스코틀랜드와의 경기와 2013년 UEFA U-21 축구 선수권 대회에도 소집되었으나, 모두 같은 이유로 출전하지 못했다. 그는 결국 2013년 9월 5일 2015년 UEFA U-21 축구 선수권 대회 예선 경기에서 몰도바와 맞붙었을 때 잉글랜드 U-21 대표팀 데뷔전을 치렀고, 9월 9일 핀란드와의 2차 예선 경기에서는 90분 풀타임을 소화하였다.

### 성인 대표팀
2014년 2월 2일, 쇼는 덴마크와의 친선 경기를 위해 처음으로 잉글랜드 성인 대표팀에 소집되었다. 그는 하프타임에 애슐리 콜과 교체되어 성인 대표팀 데뷔전을 치렀다. 잉글랜드는 경기에서 1-0으로 승리를 거뒀다. 2014년 5월 12일, 쇼는 2014년 FIFA 월드컵에 참가할 로이 호지슨의 23인 대표팀 명단에 이름을 올렸다. 그는 국가대표팀에서 은퇴한 잉글랜드의 베테랑 선수 애슐리 콜을 대신하여 명단에 포함되었다. 그는 월드컵에서 레이턴 베인스에 이은 2순위 레프트백이었으며, 벨루오리존치에서 코스타리카와 0-0 무승부를 거둔 조별 리그 마지막 경기에서 월드컵 데뷔전을 치렀다. 그는 또한 2014년 월드컵에 출전한 최연소 선수라는 영예를 안았다.
쇼는 UEFA 유로 2020의 잉글랜드 대표팀에 포함되었다. 2021년 7월 11일, 쇼는 이탈리아와의 UEFA 유로 2020 결승전에서 경기 시작 2분 만에 가장 빠른 골을 기록하였다. 그러나 그의 선제골은 잉글랜드에게 55년 만의 메이저 대회 우승 타이틀을 안겨주기에 충분하지 않았고, 이탈리아는 연장전에서 1-1 무승부를 거둔 후 승부차기에서 승리를 거두었다.
쇼는 2022년 FIFA 월드컵에 참가할 26명의 잉글랜드 선수단에 포함되었다. 그는 잉글랜드의 5경기를 레프트백으로 모두 선발 출전하였고, 잉글랜드가 이란을 6-2로 승리한 경기에서 주드 벨링엄의 선제골을 도왔다.
2023년 3월 23일, 쇼는 나폴리에서 열린 이탈리아와의 UEFA 유로 2024 예선전에서 54초 만에 두 장의 옐로 카드를 받아 퇴장당하였다. 이 경기에서 잉글랜드는 이러한 악재에도 불구하고 2-1 승리를 거두었다.

## 출전 통계
match played 1 December 2024  기준
| Club              | Season       | League         | League | League | FA Cup | FA Cup | League Cup | League Cup | Europe | Europe | Other | Other | Total | Total |
| Club              | Season       | Division       | Apps   | Goals  | Apps   | Goals  | Apps       | Goals      | Apps   | Goals  | Apps  | Goals | Apps  | Goals |
| ----------------- | ------------ | -------------- | ------ | ------ | ------ | ------ | ---------- | ---------- | ------ | ------ | ----- | ----- | ----- | ----- |
| Southampton       | 2011–12      | Championship   | 0      | 0      | 1      | 0      | 0          | 0          | —      | —      | —     | —     | 1     | 0     |
| Southampton       | 2012–13      | Premier League | 25     | 0      | 1      | 0      | 2          | 0          | —      | —      | —     | —     | 28    | 0     |
| Southampton       | 2013–14      | Premier League | 35     | 0      | 3      | 0      | 0          | 0          | —      | —      | —     | —     | 38    | 0     |
| Southampton       | Total        | Total          | 60     | 0      | 5      | 0      | 2          | 0          | —      | —      | —     | —     | 67    | 0     |
| Manchester United | 2014–15      | Premier League | 16     | 0      | 4      | 0      | 0          | 0          | —      | —      | —     | —     | 20    | 0     |
| Manchester United | 2015–16      | Premier League | 5      | 0      | 0      | 0      | 0          | 0          | 3      | 0      | —     | —     | 8     | 0     |
| Manchester United | 2016–17      | Premier League | 11     | 0      | 1      | 0      | 2          | 0          | 4      | 0      | 1     | 0     | 19    | 0     |
| Manchester United | 2017–18      | Premier League | 11     | 0      | 4      | 0      | 3          | 0          | 1      | 0      | 0     | 0     | 19    | 0     |
| Manchester United | 2018–19      | Premier League | 29     | 1      | 3      | 0      | 0          | 0          | 8      | 0      | —     | —     | 40    | 1     |
| Manchester United | 2019–20      | Premier League | 24     | 0      | 3      | 1      | 2          | 0          | 4      | 0      | —     | —     | 33    | 1     |
| Manchester United | 2020–21      | Premier League | 32     | 1      | 3      | 0      | 2          | 0          | 10     | 0      | —     | —     | 47    | 1     |
| Manchester United | 2021–22      | Premier League | 20     | 0      | 2      | 0      | 0          | 0          | 5      | 0      | —     | —     | 27    | 0     |
| Manchester United | 2022–23      | Premier League | 31     | 1      | 4      | 0      | 3          | 0          | 9      | 0      | —     | —     | 47    | 1     |
| Manchester United | 2023–24      | Premier League | 12     | 0      | 1      | 0      | 0          | 0          | 2      | 0      | —     | —     | 15    | 0     |
| Manchester United | 2024–25      | Premier League | 2      | 0      | 0      | 0      | 0          | 0          | 1      | 0      | 0     | 0     | 3     | 0     |
| Manchester United | Total        | Total          | 193    | 3      | 25     | 1      | 12         | 0          | 47     | 0      | 1     | 0     | 278   | 4     |
| Career total      | Career total | Career total   | 253    | 3      | 30     | 1      | 14         | 0          | 47     | 0      | 1     | 0     | 345   | 4     |

1. 1 2 3 4 5  Appearance(s) in UEFA Champions League
2. 1 2 3 4  Appearances in UEFA Europa League
3. ↑  Appearance in FA Community Shield
4. ↑  Four appearances in UEFA Champions League, six appearances in UEFA Europa League

## 수상 내역

#### 맨체스터 유나이티드
- FA컵 : 2023-24
- EFL컵: 2022-23
- 커뮤니티 실드: 2016
- UEFA 유로파리그: 2016-17

### 개인
- PFA 올해의 팀 : 2013-14, 2020-21
- 맷 버스비 올해의 선수: 2018-19
- 맨체스터 유나이티드 올해의 선수: 2018-19, 2020-21